# 交易广场20号
交易广场20号（英語：20 Exchange Place）是位于纽约市中的一栋59层装饰风艺术建筑。之前被称为城市银行－农民信托大厦，建于1930－1931年，为当时刚刚合并的纽约国家城市银行和农民借贷信托公司建设。它在1956年之前一直为该公司的总部，后于1979年卖出。